# Ибн Сирин
Абу́ Бакр Муха́ммад ибн Сирин аль-Басри́ (араб.  أبو بكر محمد بن سيرين البصري‎; 653, Басра — 729, Басра) — мусульманский богослов из поколения табиинов, знаток хадисов, правовед, комментатор Корана и толкователь снов.

## Рождение и происхождение
Мухаммад ибн Сирин родился во времена правления халифа Усмана. Его мать звали Сафийа. Она была вольноотпущенницей Абу Бакра. Его отец Сирин был вольноотпущенником другого известного сподвижника Анаса ибн Малика. Он попал в плен в местечке Айн ат-Тамр, недалеко от Куфы, где жил и работал до начала войны между Омейядским халифатом и Персией.

## Научное наследие
Был воспитан в аскетичном духе раннего ислама и обучался религии у тридцати известных сподвижников пророка Мухаммеда, таких как Зейд ибн Сабит, Имран ибн Хусейн, Анас ибн Малик, Абу Хурайра, Абдуллах ибн Аббас и Абдуллах ибн Умар. Обладая прекрасной памятью, он знал наизусть много хадисов и считался имамом в этой области. Он передавал хадисы со слов Аиши, Анаса ибн Малика, Зейда ибн Сабита, Хасана ибн Али, Абу Хурайры, Ибн Аббаса, Джундаба ибн Абдуллы, Самуры ибн Джундаба, Имрана ибн Хусейна, Хузайфы ибн аль-Ямана, Абу Саида аль-Худри и Абу ад-Дарды. Он также пересказывал хадисы со слов многих известных табиев. В свою очередь с его слов хадисы передавали такие ученые, как Амир аш-Шааби, аль-Аузаи, Давуд ибн Абу Хинд, Абу Айюб, Асим ал-Ахвал, Малик ибн Динар, Джарир ибн Хазим, Ибн Аун, Мукатиль ибн Сулейман, Халид аль-Хазза и другие.
При жизни ученого науках о хадисах находилась в стадии становления, и его взгляды оказали большое влияние на методологию хадисоведов. Он настаивал на необходимости проявлять осторожность при передаче хадисов, уделяя внимание каждой букве в тексте сообщения. Особое внимание Ибн Сирин уделял иснаду, то есть цепочке передатчиков хадиса. С его слов передают следующее высказывание: «В первое время люди не спрашивали иснад хадиса. Но после того, как среди мусульман распространилась смута, люди стали принимать хадисы от приверженцев Сунны и не принимали их от еретиков». Он также говорил: «Поистине, эти знания — религия, так смотрите же, от кого вы берете вашу религию».
Мухаммад ибн Сирин также известен как знаток мусульманского права и тафсира. Он был комментатором Корана второго поколения и обучался тонкостям тафсира у самого Ибн Аббаса. Аль-Иджли сказал о нём: «Я не видел более грамотного в вопросах богобоязненности и более богобоязненного в вопросах права, чем Ибн Сирин».

## Высказывания исламских богословов
- Абу ‘Авана сказал: «Я видел Ибн Сирина. Увидевший его обязательно вспомнит о Всевышнем Аллахе»[3].
- Ибн Са‘д писал: «Мухаммад ибн Сирин — надежный и заслуживающий доверия передатчик, достойный имам, очень знающий и набожный человек»[6].
- Ибн Шубрума сказал: «Я встретился с Ибн Сирином в Васите. Я никогда не встречал более осторожного в издании фетв и более смелого в толковании сновидений, чем он». Когда ему задавали вопрос на счет дозволенного и запретного (халал и харам), цвет его лица менялся[3].
- Абу ‘Ауф рассказывал: "Однажды я пришел к Ибн Сирину. Я хотел плохо высказаться об аль-Хаджадже (ибн Йусуфе). Но Ибн Сирин сказал: «Не сомневайся в том, что Аллах справедлив в своем решении. Он отнимет у ал-Хаджаджа то, что причитается другому, и возьмет у других то, что причитается ал-Хаджаджу. Когда ты предстанешь перед Всевышним Аллахом, твой самый маленький грех будет для тебя тяжелее, чем самый тяжкий грех аль-Хаджаджа»[3].

## Аскетизм и щедрость
Мухаммад ибн Сирин был невысокого роста и плотного телосложения. Он был известен своей аскетичностью и набожностью. Абу Бакр ибн ‘Абдаллах ал-Музани сказал: «Кто хочет посмотреть на самого набожного человека этого времени, пусть посмотрит на Мухаммада ибн Сирина. Клянусь Аллахом, мы не встретили никого, кто был бы набожнее его». Суфьян ибн Уяйна сказал: «В Куфе и Басре не было такого набожного человека, как Мухаммад ибн Сирин».
Ибн Сирин отличался мягким нравом и любил красиво пошутить. По ночам он много плакал, а днем всем улыбался. Он много молился и постился через день. Рассказывают, что он никогда не повышал тон в присутствии своей матери и разговаривал с ней шепотом. Зарабатывая на жизнь ремеслом, он всегда рассказывал покупателям о недостатках своего товара. У него было 30 сыновей и 11 дочерей, но все, кроме его сына ‘Абдаллаха, скончались до него. Как-то он сказал о самом себе: «Ни в религиозных, ни в мирских вопросах я никому не завидовал. Это одна из самых больших милостей, оказанных мне Всевышним Аллахом».
О щедрости Ибн Сирина ходили легенды. Он регулярно помогал беднякам и выплачивал их долги. Перед его домом всегда был привязан мул, которого каждый мог одолжить, не спросив разрешения у хозяина. Он любил принимать гостей у себя дома и лично прислуживал каждому, кто навещал его. Однажды он попал в тюрьму из-за того, не смог расплатиться за купленный товар. Он купил масло, но затем увидел в одном из бурдюков мышь. Тогда он вылил все масло, считая, что эта мышь находилась в маслобойне. Тюремный надзиратель предложил ему по ночам идти домой, а по утрам возвращаться обратно, но Ибн Сирин не согласился и сказал: «Клянусь Аллахом, я не стану помогать тебе предавать правителя». Пока он находился в тюрьме, скончался Анас ибн Малик. Анас завещал, чтобы его тело омыл Мухаммад ибн Сирин. Тогда он был отпущен из тюрьмы. Он омыл тело Анаса ибн Малика и совершил заупокойную молитву за него.

## Кончина
Мухаммад ибн Сирин скончался в 729 г. После смерти у него остался долг в размере 30000 дирхемов, который выплатил его сын ‘Абдаллах. Он скончался спустя всего 100 дней после кончины аль-Хасана аль-Басри и был похоронен рядом с ним.